# Ngando (Sprache, Zentralafrikanische Republik)
Ngando (auch Bagandou, Bangandou, Bodzanga, Dingando und Ngando-Kota) ist eine Bantusprache und wird von circa 5000 Menschen in der Zentralafrikanischen Republik gesprochen. 
Sie ist in der Präfektur Lobaye verbreitet.

## Klassifikation
Ngando bildet mit der Sprache Yaka die Ngando-Gruppe. Nach der Einteilung von Malcolm Guthrie gehört Ngando zur Guthrie-Zone C10. 
Sie hat die Dialekte Dikuta und Dikota (auch Kota).